# Коновал Іван Омелянович
Іван Омелянович Коновал (літературний псевдонім — Іван Воронківський) (1875, Вороньків Бориспільський район Київська область — 5 жовтня 1925, Вороньків) — український письменник, педагог, громадський діяч, збирач народної творчості.

## Біографія
Народився у с. Вороньків Полтавської губернії, освіту здобув самотужки. Працював вчителем у рідному селі, писав вірші, керував шкільним хором. За свої погляди на українство переслідувався російським урядом, після відбуття ув'язнення йому заборонили працювати у школі.
З 1901 по 1918 р. мешкав у Чернігові. Спочатку працював у конторі по осушенню боліт, а з 1909 — у болотоосушувальному відділі Чернігівської губернської земської управи. Через деякий час його, як постійного дописувача новин по відділу управи, де служив, запросили на посаду коректора «Земского сборника Черниговской губернии», а згодом він став у ньому секретарем.
Із січня 1903 він плідно працювати у Чернігівській архівній комісії, проте вийшов з її складу в березні 1904 в знак підтримки Михайла Коцюбинського, що протестував проти утисків архівної комісії з боку губернської адміністрації.
Іван Коновал входив до складу Чернігівської «Просвіти». З осені 1918 І. Коновал — голова чернігівського товариства «Просвіта» (першим головою Чернігівської «Просвіти» був Михайло Михайлович Коцюбинський). Разом з І. Коновалом до складу товариства увійшли В. Коцюбинська, В. Базилевич, Ф. Шкурина-Левицька, В. Еланський, Д. Лебедь, І. Шраг, М. Шраг, І. Карпинський, А. Верзілов, О. Приходько, І. Руденко, В. Самійленко, М. Жук та багато інших.

## Творчість
У чернігівський період І.Коновал видав збірки «Зіронька» (1904), «Вірші» (1904), п'єсу «Без спомоги» (1905). Літературний псевдонім — Іван Вороньківський.
І.Коновал робив записи фольклорних творів на Чернігівщині та Київщині. Декілька легенд та переказів у збірнику «Из уст
народа» (Чернігів, 1900, с. 149, 196–198, 346–347) опублікував Б.Грінченко. У «Земскому сборнику Черниговской губернии» (1902) Іван Омелянович опублікував статтю «К вопросу о сохранении памятников народного творчества».

## Цікавий факт
Павло Тичина присвятив доньці І.Коновала вірш «О панно, Інно, панно Інно…» (1915).